# Dan Boyle
Dan Boyle (ur. 12 lipca 1976 w Ottawie) – kanadyjski hokeista.

## Kariera klubowa
- Cincinnati Cyclones (1997–1998)
- Kentucky Thoroughblades (1998–1999)
- Florida Panthers (1999–2002)
  -  Louisville Panthers (1999–2000)
- Tampa Bay Lightning (2002–2008)
  -  Djurgårdens IF (2004–2005)
- San Jose Sharks (2008–2014)
- New York Islanders (2014)
- New York Rangers (2014-2016)

W lidze NHL zadebiutował 18 lutego 1999 roku w barwach Florida Panthers. W latach 2008–2014 zawodnik San Jose Sharks. Od czerwca 2014 zawodnik. Od lipca 2014 zawodnik New York Rangers. 6 października 2016 roku ogłosił zakończenie kariery zawodniczej.

## Kariera reprezentacyjna
Brał udział w Mistrzostwach Świata w hokeju w 2005 roku, zdobywając na tej imprezie srebrny medal. Rok później został już powołany do składu reprezentacji Kanady na Zimowe Igrzyska Olimpijskie w Turynie, jednak był tam tylko rezerwowym. Cztery lata później Kanadyjczycy już z Boyle’em w składzie zdobyli złoty medal na Zimowych Igrzysk Olimpijskich w Vancouver.

## Sukcesy
- Zimowe igrzyska olimpijskie:
  -  2010
- Mistrzostwa świata:
  -  2005